# Kcho

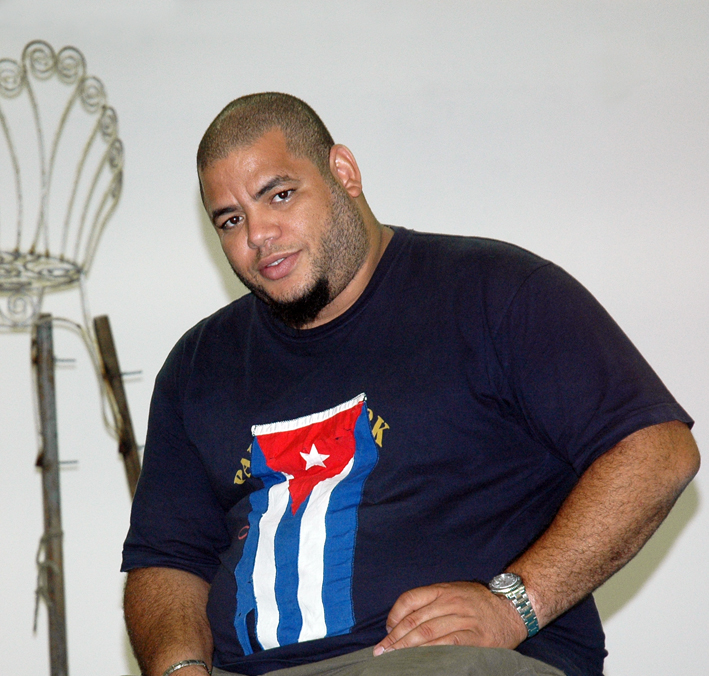
Kcho, Juli 2005

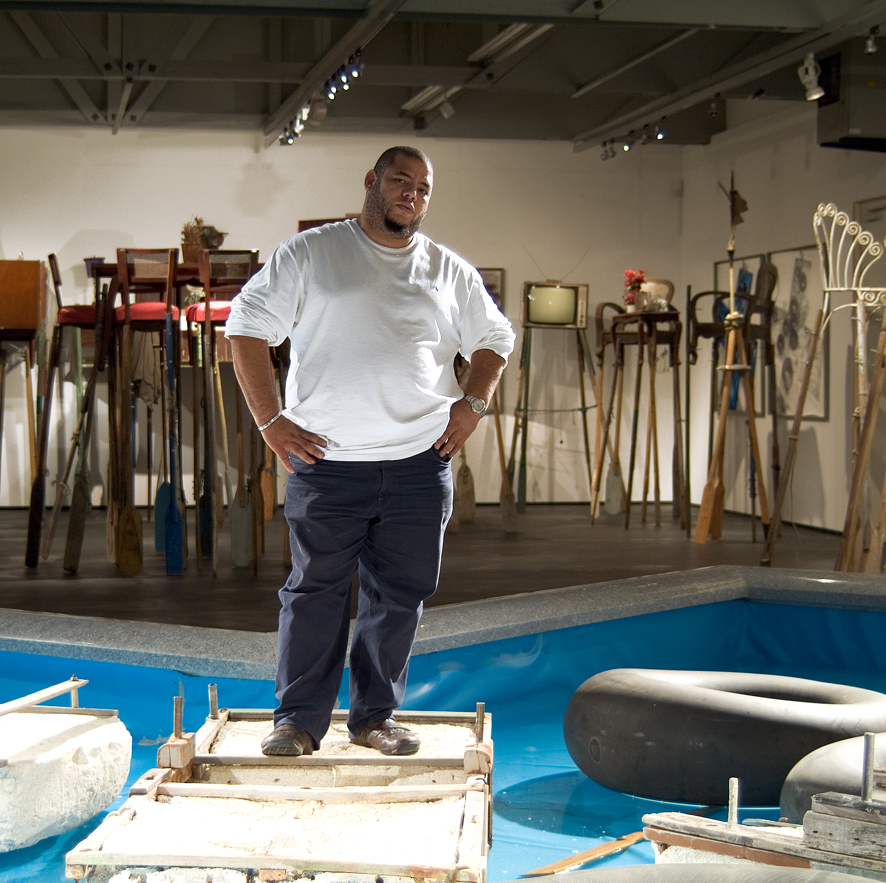
Kcho vor seinem Werk Las Playas Infinitas, Juli 2005

Alexis Leyva Machado, bekannt als Kcho (* 12. Februar 1970 in Nueva Gerona, Isla de Pinos, Kuba), ist ein kubanischer Künstler. Er lebt in Havanna.

## Biografie
Kcho absolvierte zwischen 1983 und 1986 die Escuela Elemental de Arte de Nueva Gerona und setzte sein Studium zwischen 1986 und 1990 in der Escuela Nacional de Artes Plásticas in Havanna fort. Seither wird sein Werk international beachtet und ausgestellt.
Der Künstler Kcho ist einer der wichtigsten Künstler Kubas und hat großen Anteil an der internationalen Beachtung, die der jungen kubanischen Kunst seit den 90er Jahren zuteilwird.

### Werk
Bekannt wurde er mit großen Installationen, in denen er Kulturgüter und Alltagsgegenstände neu arrangiert und mit ihnen vielschichtige Porträts seiner Heimat entwirft. Besonders gerne verwendet er dafür Bootsrümpfe, Segel und Schiffsmodelle, die auf das geografische und politische Inseldasein Kubas verweisen. Sein Werk kreist ohne Unterlass um Transportmittel, auf denen der kurze Meerweg zwischen Kuba und den Vereinigten Staaten bzw. von den Vereinigten Staaten nach Kuba überwunden werden kann: Mit einem Turm aus halb verrotteten Booten (Para olvidar el miedo) etwa gewann der Künstler 1995 den Preis der Biennale von Kwangju, und La Regata (1994), eine aus allerlei bootsähnlichen Elementen ausgelegte Bootsform, war schon in den verschiedensten Museen dieser Welt zu sehen.
Auch in späteren Arbeiten verließ er das Thema nicht, so richtete er etwa 2000 zur Biennale von Havanna mit seiner Installation Para olvidar einen wackeligen Bootssteg auf und umgab ihn mit einem Meer aus leeren Transfusions- und Schnapsflaschen. Damit erinnert er die Betrachter an vertraute Berichte über Kubaner, die beim Versuch, in selbstgemachten Wassergefährten heimlich die Küste der Vereinigten Staaten von Amerika zu erreichen, den Tod im Meer fanden. Kcho reflektiert damit aber auch die zumeist unerfüllbaren Sehnsüchte der Exilkubaner nach Rückkehr in ihre Heimat. Eine seiner außergewöhnlichsten Installationen war die 2005 auf etwa 400 Quadratmetern Fläche in der Kunsthalle Attersee ausgerichtete Schau Casa 5 – Las Playas Infinitas.

### Politische Aktivität
Seit 2003 ist Kcho Abgeordneter des zweimal jährlich tagenden kubanischen Parlaments, der Asamblea Nacional del Poder Popular. Er ist für seine bedingungslose Bewunderung Fidel Castros bekannt. Im Februar 2012 sagte er in einer Versammlung von kubanischen Künstlern und Intellektuellen: „Alles, was wir sind, erwächst aus dem Werk Fidel Castros.“ Im Juli 2012 bezeichnete er es während einer Aussprache zum Thema des neuen Steuersystems im kubanischen Parlament als Pflicht der kubanischen Künstler, „gratis und freiwillig für das Volk zu arbeiten, ohne daraus irgendeine Vergütung aus öffentlichen Mitteln zu erhalten.“ Im Januar 2014 nahm Castro an der Eröffnung von Kchos Kulturzentrum in Havanna teil, was aufgrund der extremen Seltenheit öffentlicher Auftritte Castros seit seinem krankheitsbedingten Rückzug aus der Politik für internationale Beachtung sorgte.